# 太微右垣
太微右垣是中国古代星官名，属三垣之中的太微垣，意为“太微垣的右城墙”，太微右垣共由五星组成，每颗星都由文官武将的官职命名，在现在通用的88星座中分别属于室女座和狮子座。

## 太微右垣五星
- 太微右垣一，又名右执法，室女座β，视星等3.61
- 太微右垣二，又名西上将，狮子座σ，视星等4.05
- 太微右垣三，又名西次将，狮子座ι，视星等3.94
- 太微右垣四，又名西次相，狮子座θ，视星等3.34
- 太微右垣五，又名西上相，狮子座δ，视星等2.56

## 太微右垣增五星
清钦天监1752年编成《仪象考成》星表，紫微右垣增加了5颗肉眼可见的星，其中西次相增3星，西上相增2星。